# Нишки еялет
Нишкият пашалък е административна единица в рамките на Османската империя просъществувала от 1846 до 1864 година, когато във връзка с осъществената административна реформа е включен в състава на Дунавския вилает.
Нишкият пашалък включва следните санджаци:
1. Шехиркьойски санджак (Пиротски санджак)
2. Самоковски санджак
3. Кюстендилски санджак
4. Лесковски санджак
5. Софийски санджак